# Musée du Léon
Le Musée du Léon est un lieu d'exposition et de conservation dédié aux Pays de Léon situé à Lesneven (Finistère), en Bretagne.
Il est créé en 1985 et géré par l'association des amis du musée du Léon.

## Localisation

### Couvent des Ursulines de Lesneven
C'est avec le soutien des grandes familles aristocratiques du XVIIe siècle, puis de l'initiative locale et personnelle de Mgr du Louët, évêque de Quimper qu'apparaissent les couvents des Ursulines en Bretagne. Issu d'une troisième vague de déploiement des établissements religieux en 1678, le couvent de Lesneven et celui de Landerneau sont fondés par le couvent de Saint-Pol en transférant des professes de la communauté de l'ordre des Ursulines, avec l'autorisation signée par Louis XIV.
La construction de la chapelle commence en 1680 et se termine en 1720. Durant cette dernière année, 56 professes sont présentes dans les lieux. L'action du couvent est de pouvoir apporter un enseignement aux filles en disposant d'une bibliothèque de 1 740 ouvrages et l'accès de la chapelle au public. En 1701, la confrérie de la Sainte Famille rejoint le couvent,.
La construction de l'aile centrale est réalisée entre 1737 et 1740. L'aile Est est construite entre 1746 et 1750,. Sans jamais avoir été réalisé, un quatrième bâtiment est prévu pour fermer le couvent au sud.
En 1790, le couvent dispose d'un pensionnat externe donnant sur la rue. Au début de la Révolution, les religieuses y demeurent et 40 professes sont présentes,. Durant la Révolution, le couvent est transformé en caserne, puis en hôpital maritime servant d'annexe à l'hôpital de Brest, avant d'être cédé aux religieuses de la Retraite en 1816 qui en font un pensionnat, dont la dernière quitte les lieux en 1973.
Le 24 décembre 1938, les grandes toitures datant du XVIIIe siècle qui abritent un étage mansardé et un vaste grenier sont détruites par un incendie,. La restauration est effectuée durant les deux années qui ont suivi. Durant la Seconde Guerre mondiale, le couvent accueille les séminaristes de Quimper.
En 1974, le fonctionnement du couvent est géré par l'association de la Maison d'Accueil. La municipalité décide de restaurer le bâtiment central et l'aile est. Les travaux commencent en 1998 et se terminent en 2001. À partir de 1982, le musée du Léon est aménagé dans sept salles de la chapelle du couvent,.
En 2006, la mise en œuvre d'un muret accompagné d'une grille est aménagé par la municipalité afin de fermer le cloître. En 2010, l'association gérant le couvent change de nom en devenant : association les Arcades-Maison d'accueil. Elle assure le fonctionnement de la location de 46 studios, trois salles de réception, cinq espaces de réunion et une salle de sport.

Galerie du couvent des Ursulines.
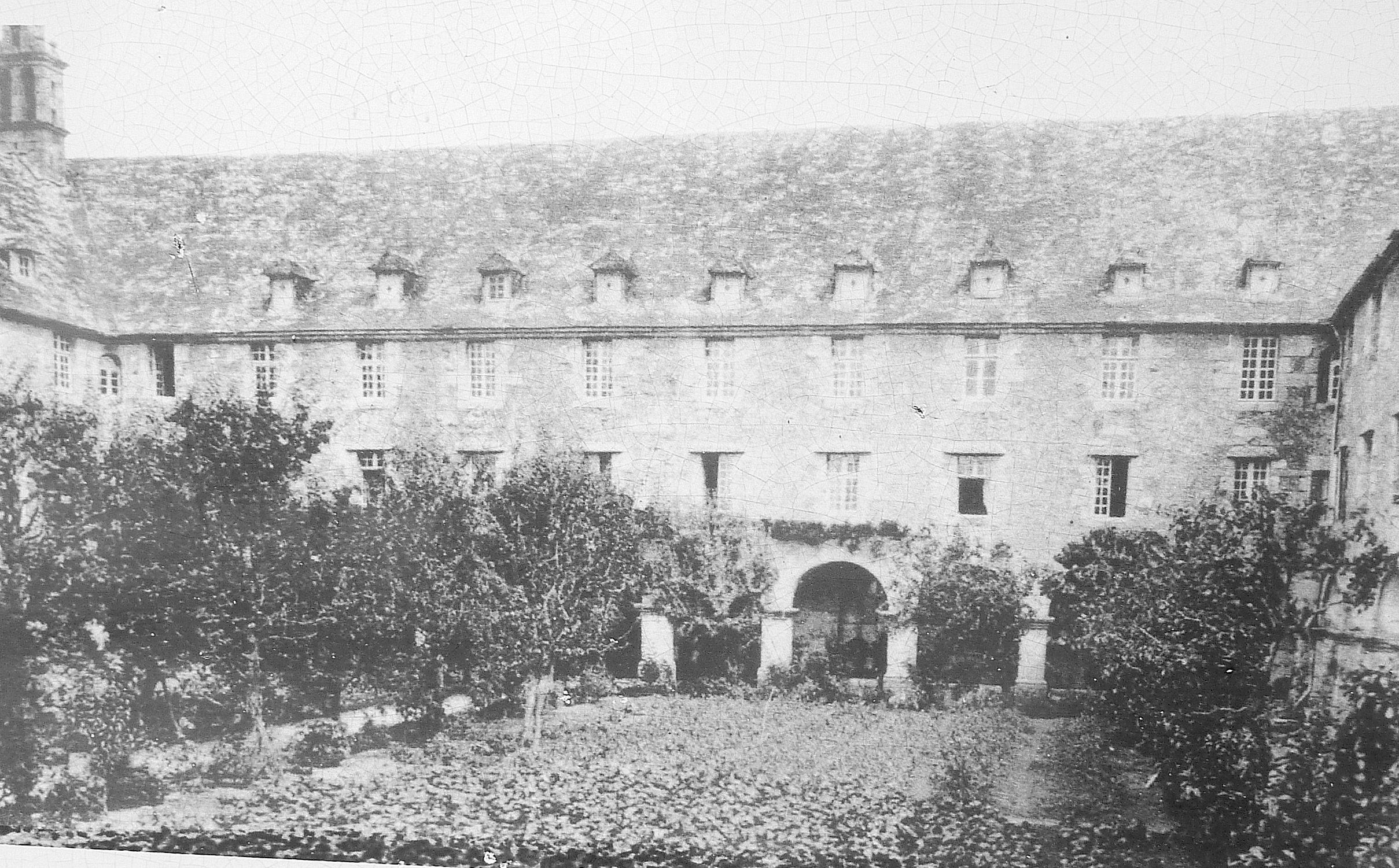
Vue du cloître du couvent des Ursulines au début du XXe siècle.
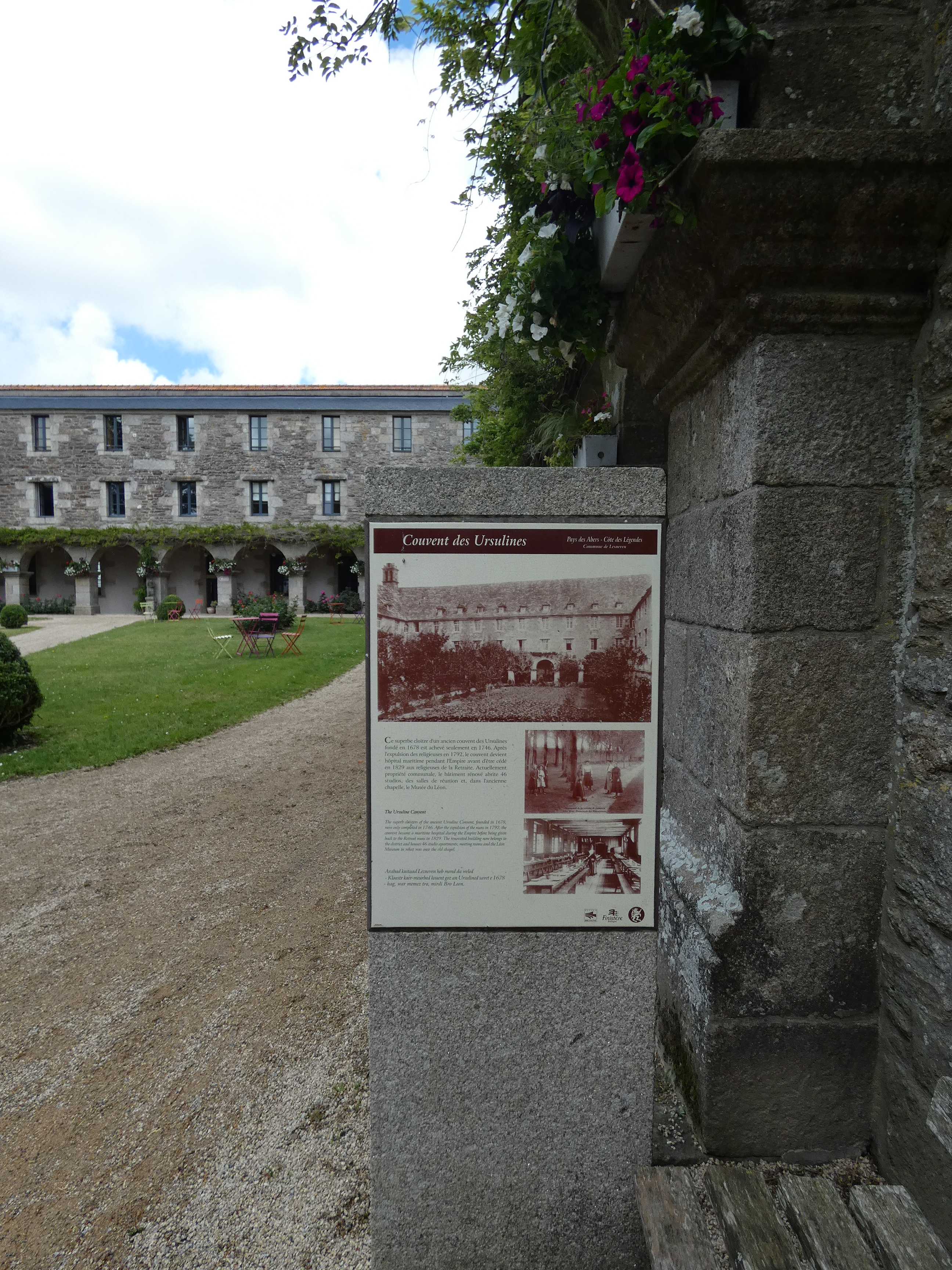
Vue de la plaque de présentation du couvent.
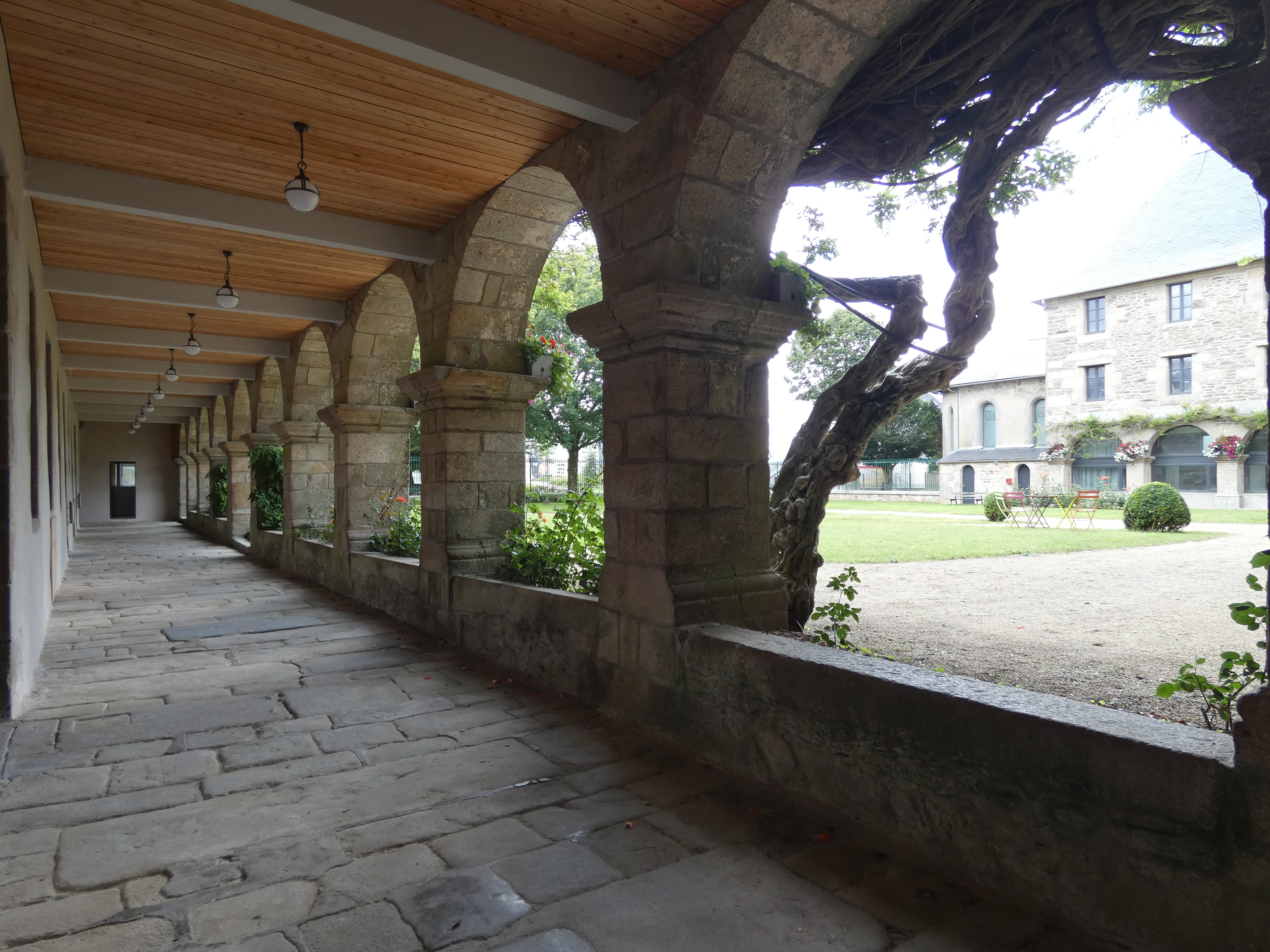
Vue d'une allée du cloître et du jardin intérieur.
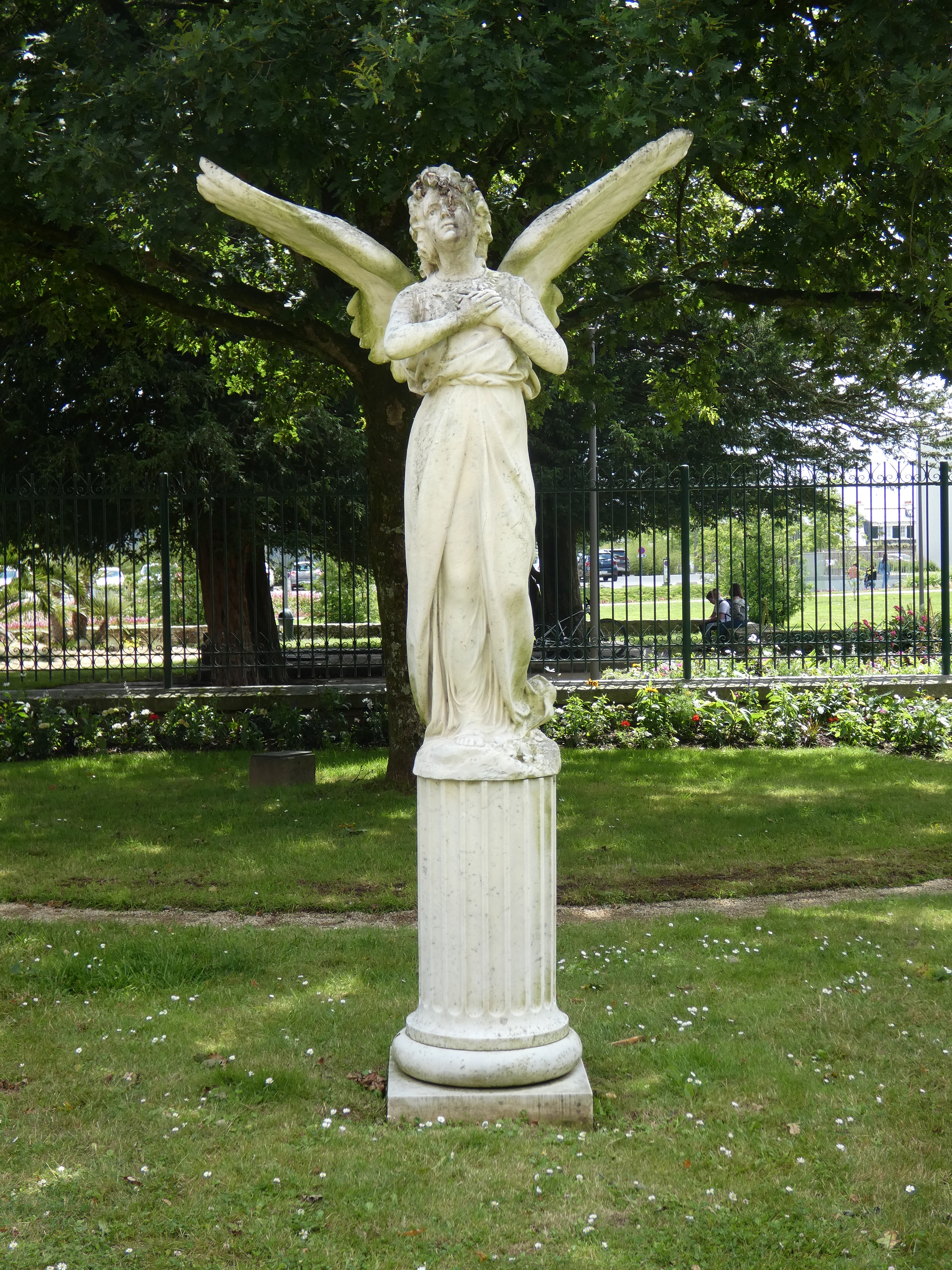
Vue de la statue d'un ange présente dans le parc.
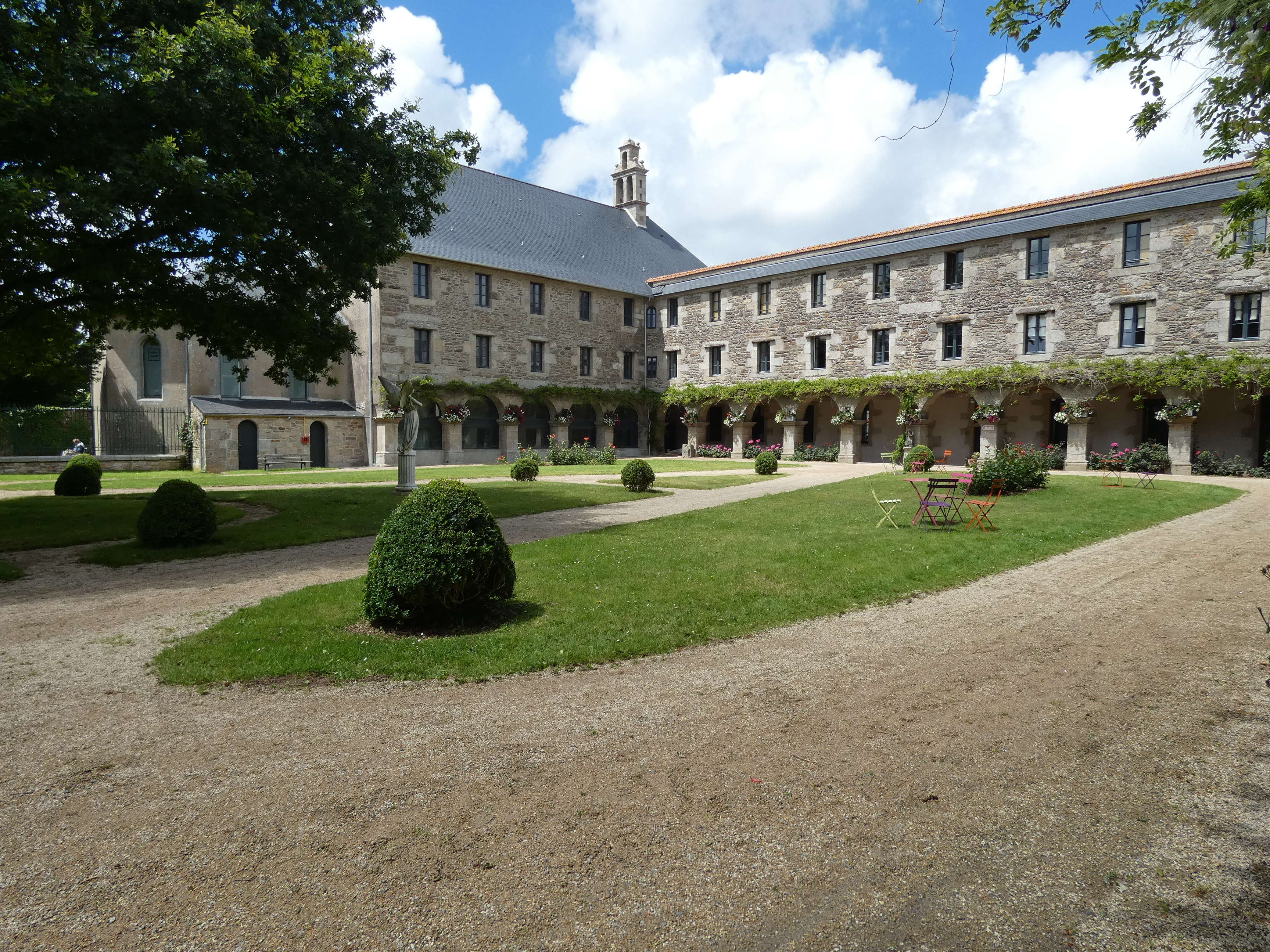
Vue du jardin, de la chapelle et du couvent en 2021.
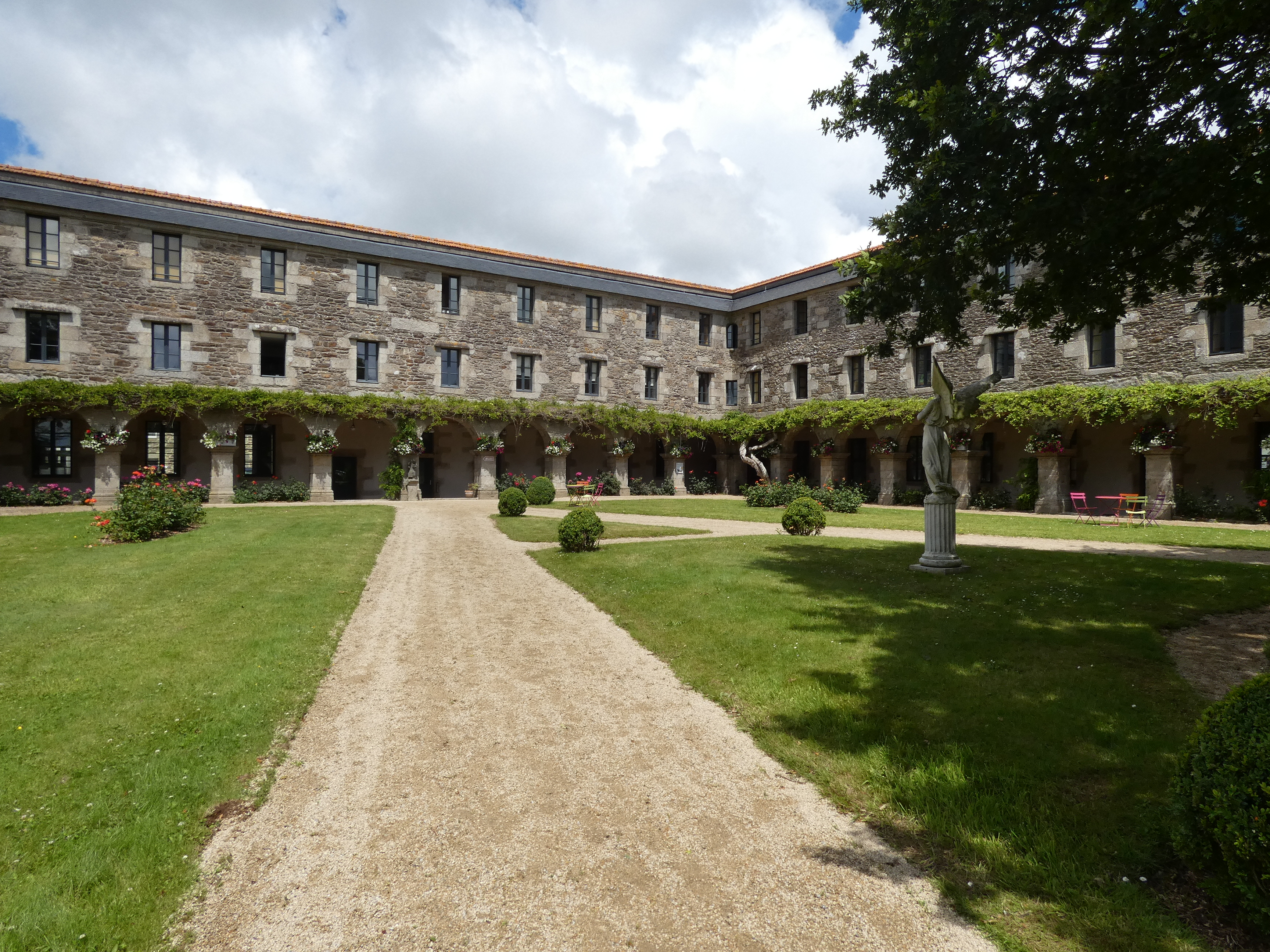
Vue depuis l'allée du jardin sur le couvent orné de sa glycine.
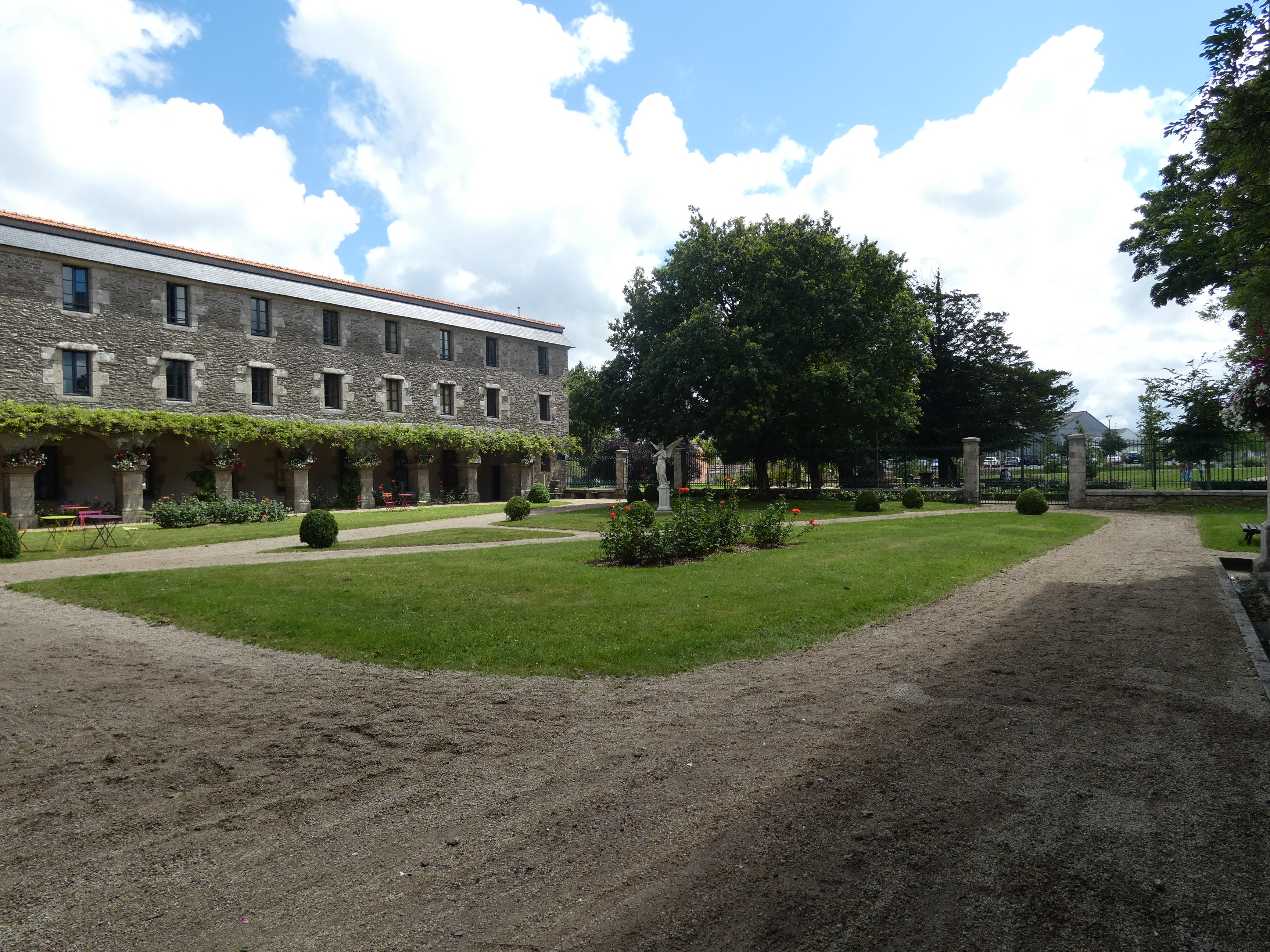
Vue générale du parc et de l'aile est du couvent en 2021.

## Historique
Créée en mai 1982, l'association des amis du musée du Léon permet la mise en œuvre du musée. Son rôle est de rassembler et créer tous documents, objets et équipements en liens avec le Pays du Léon dont la commune se situe en son centre. Les thématiques développées portent sur l'archéologie, l'histoire, la vie artistique et économique dont elle peut organiser des événementiels pour contribuer à la découverte et connaissance du territoire.
Le 20 décembre 1985, le musée est inauguré en présence du sous-préfet de Brest et de nombreuses personnalités. À presque 200 ans d'écart, il symbolise la volonté du receveur général des États de Bretagne Jacques Cambry (1749-1807) de souhaiter la présence d'un musée en ces lieux.
Il retrace l'histoire de la Bretagne à partir de la période préhistorique, en particulier du pays du Léon et de son patrimoine en puisant ses sources, entre autres, dans l'histoire du couvent des Ursulines.
Entre 2007 et 2009, le musée fait réaliser l'aménagement d'une muséographie pour fournir un parcours ludique sur la chronologie du territoire pour un coût de 516 000 €,.
Durant six mois de l'année 2016, le musée est fermé au public en raison d'infiltrations d'eau provenant de la toiture. La toiture est renouvelée en 2020.

Galerie du musée du Léon.
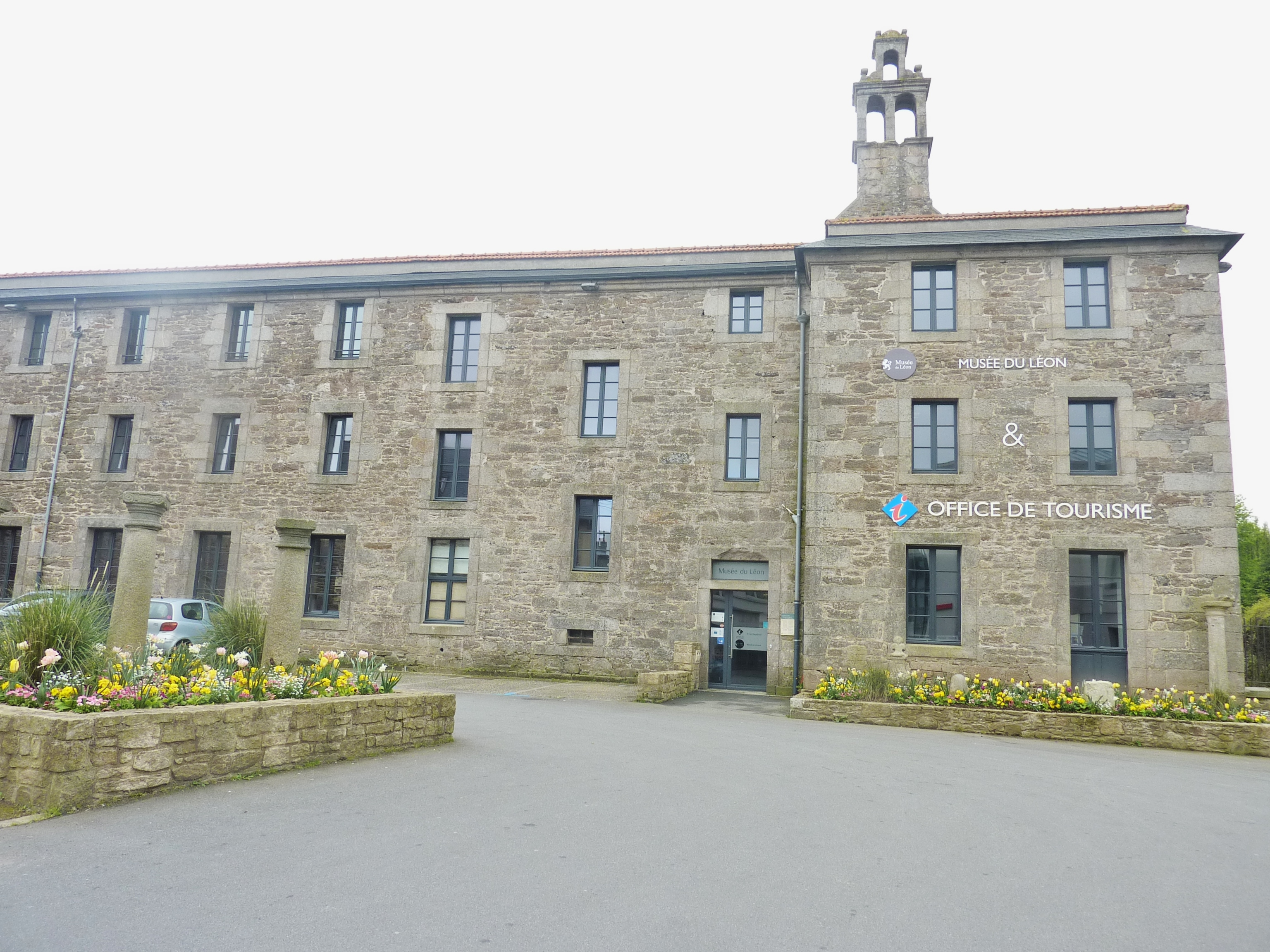
Vue sur l'entrée du musée depuis la rue de la Marne.
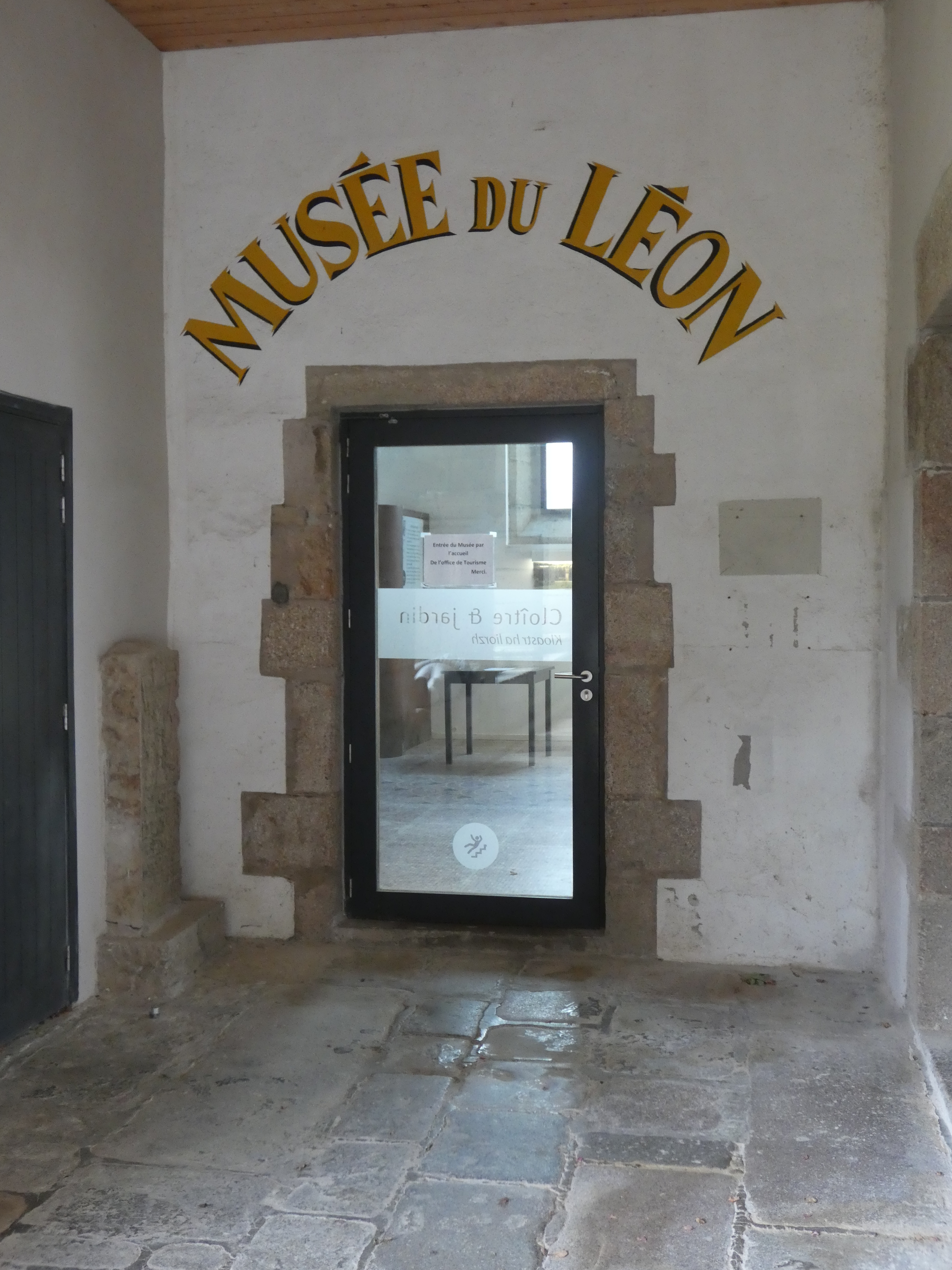
Vue sur un accès au musée.
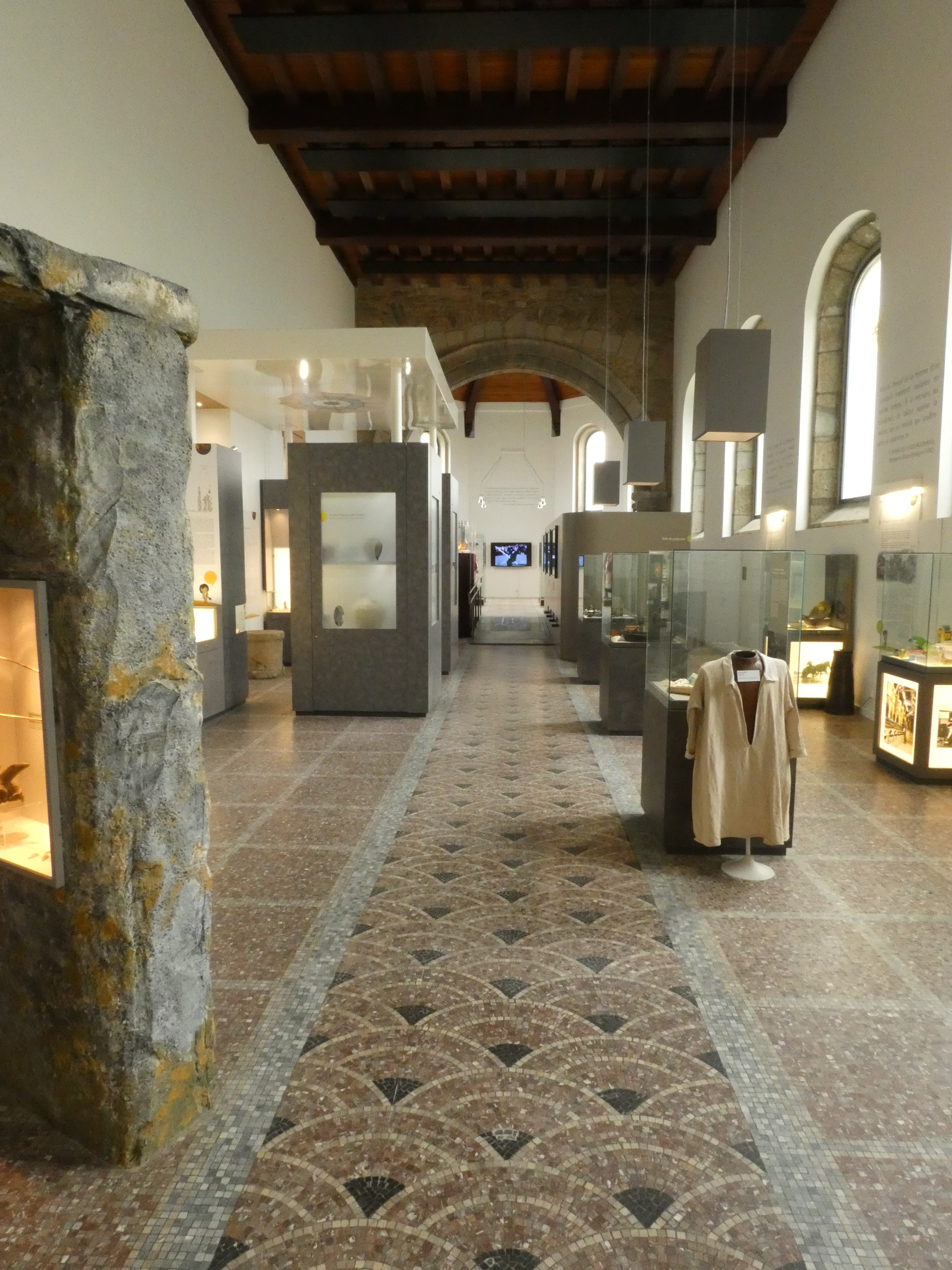
Vue d'une des salles de l'ancienne chapelle.
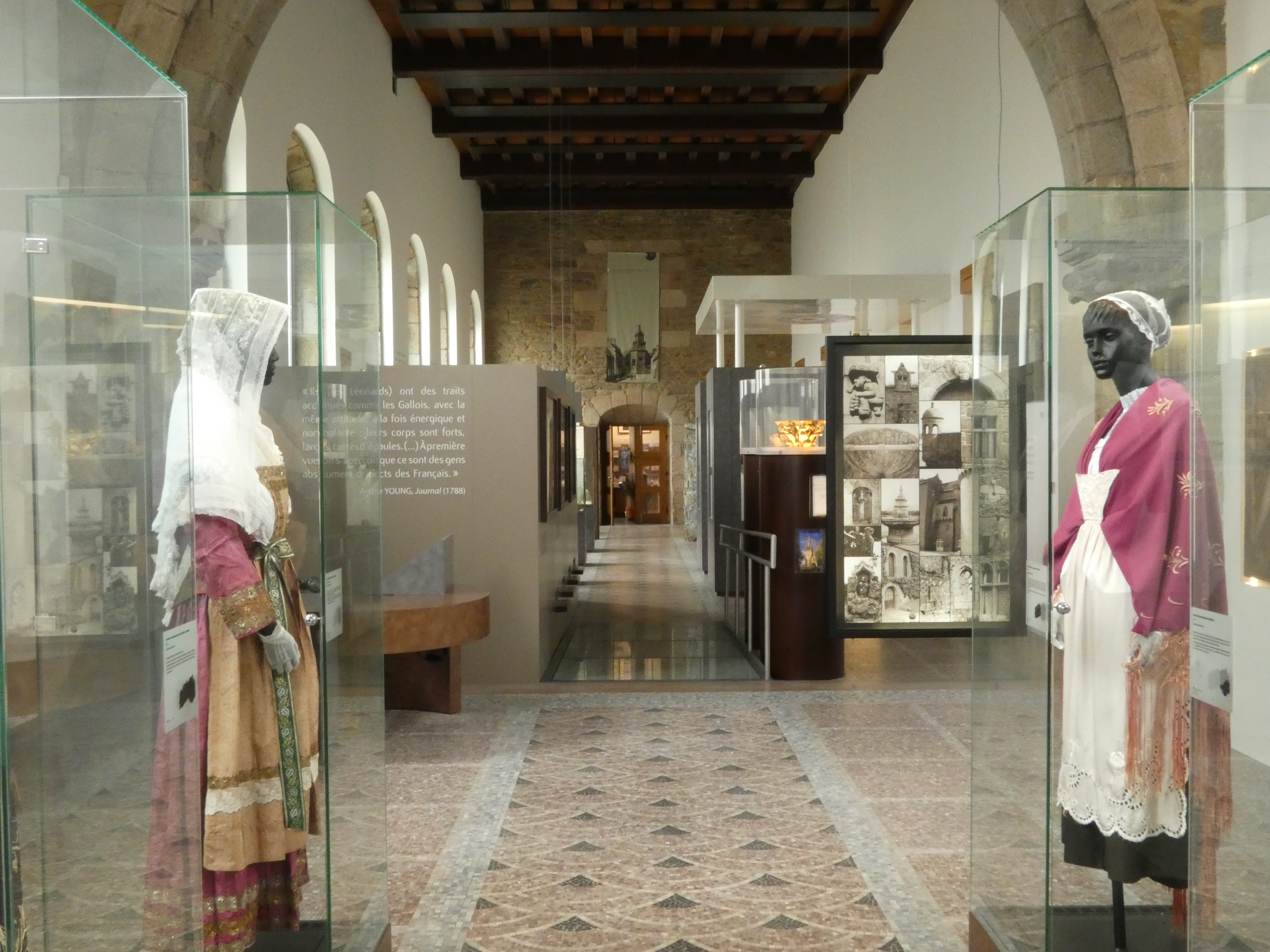
Vue des costumes présents dans une des salles.
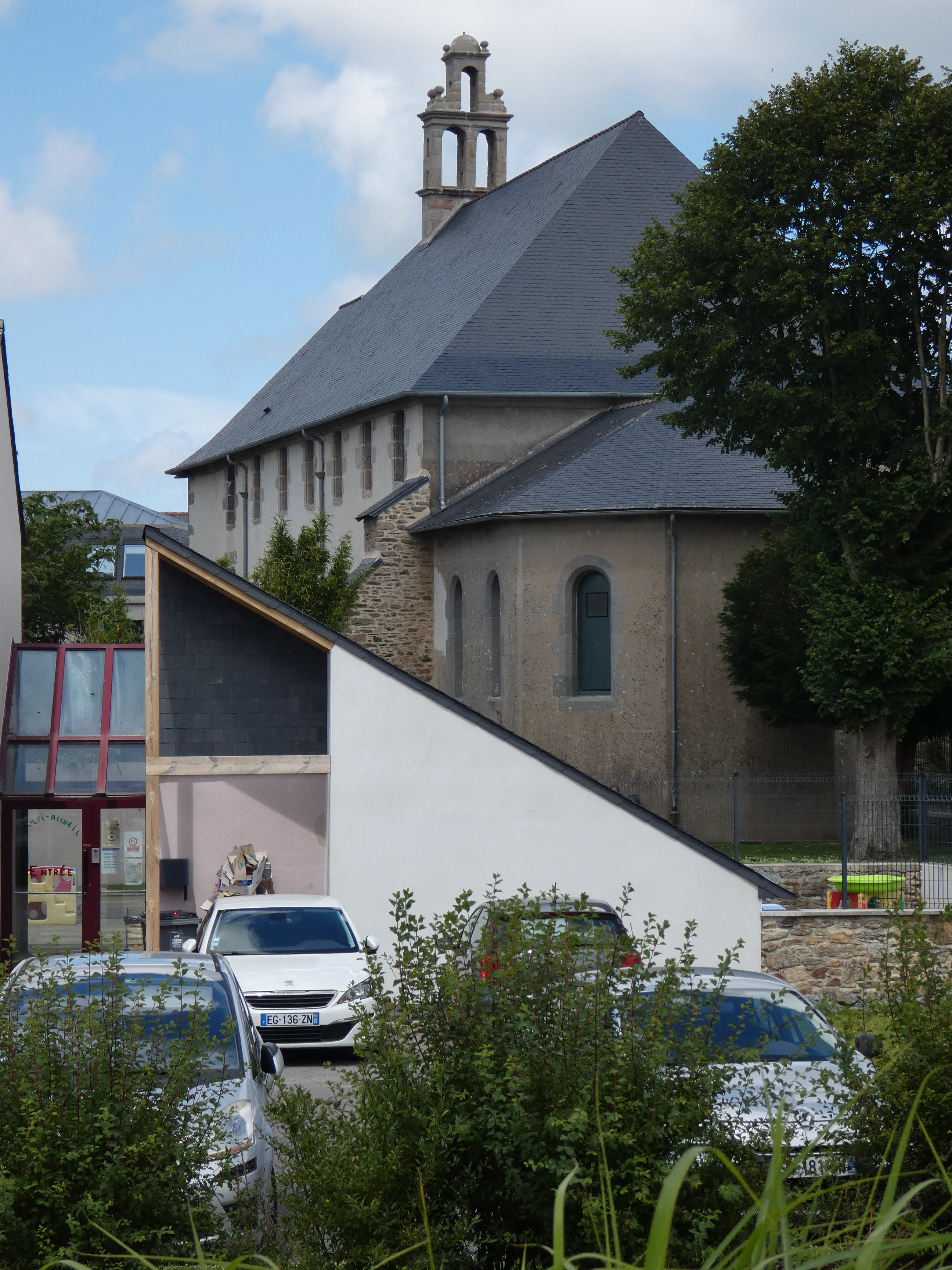
Vue détaillée du toit rénové en 2020.
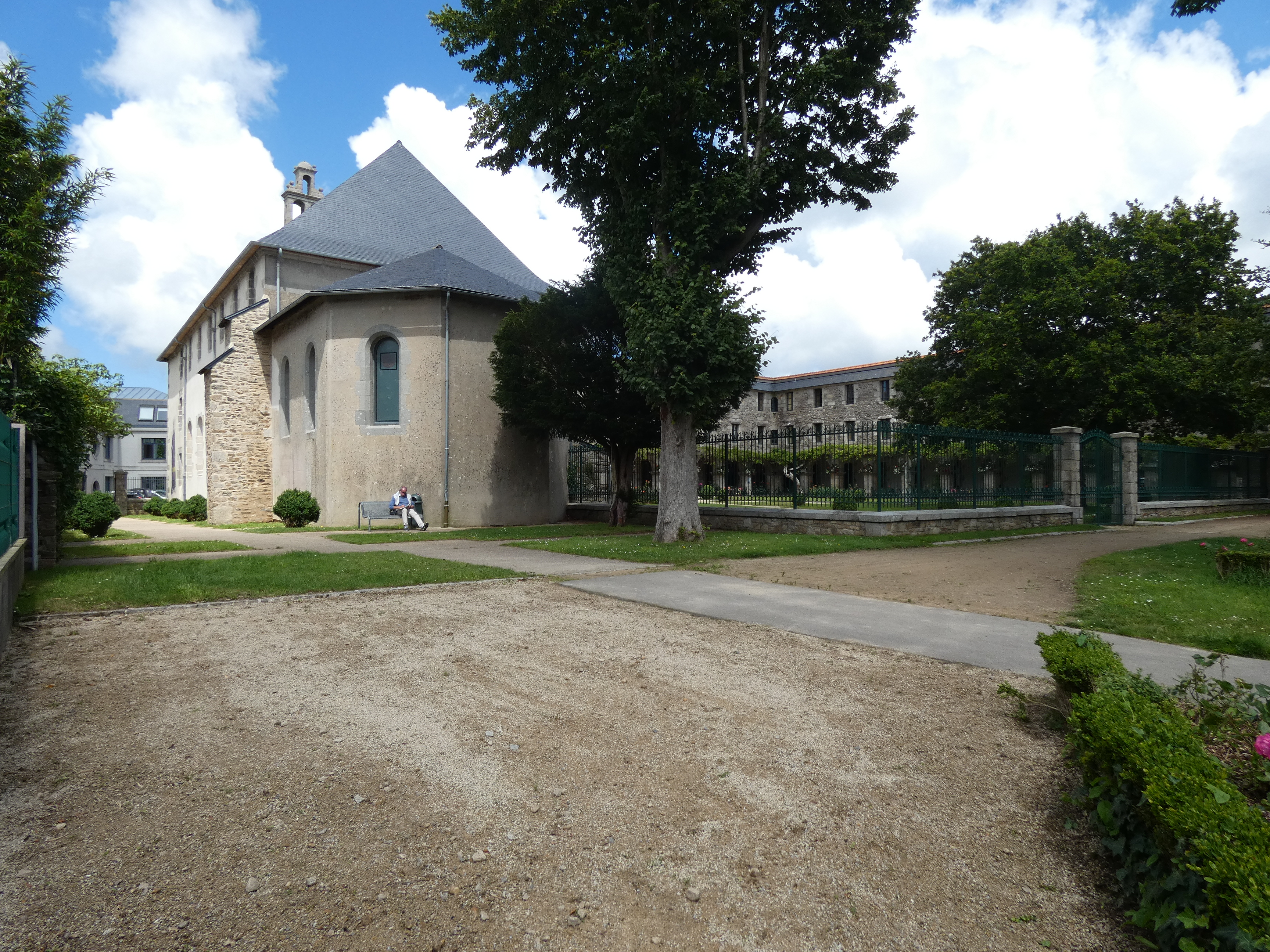
Vue générale extérieure de l'ancienne chapelle devenue musée.
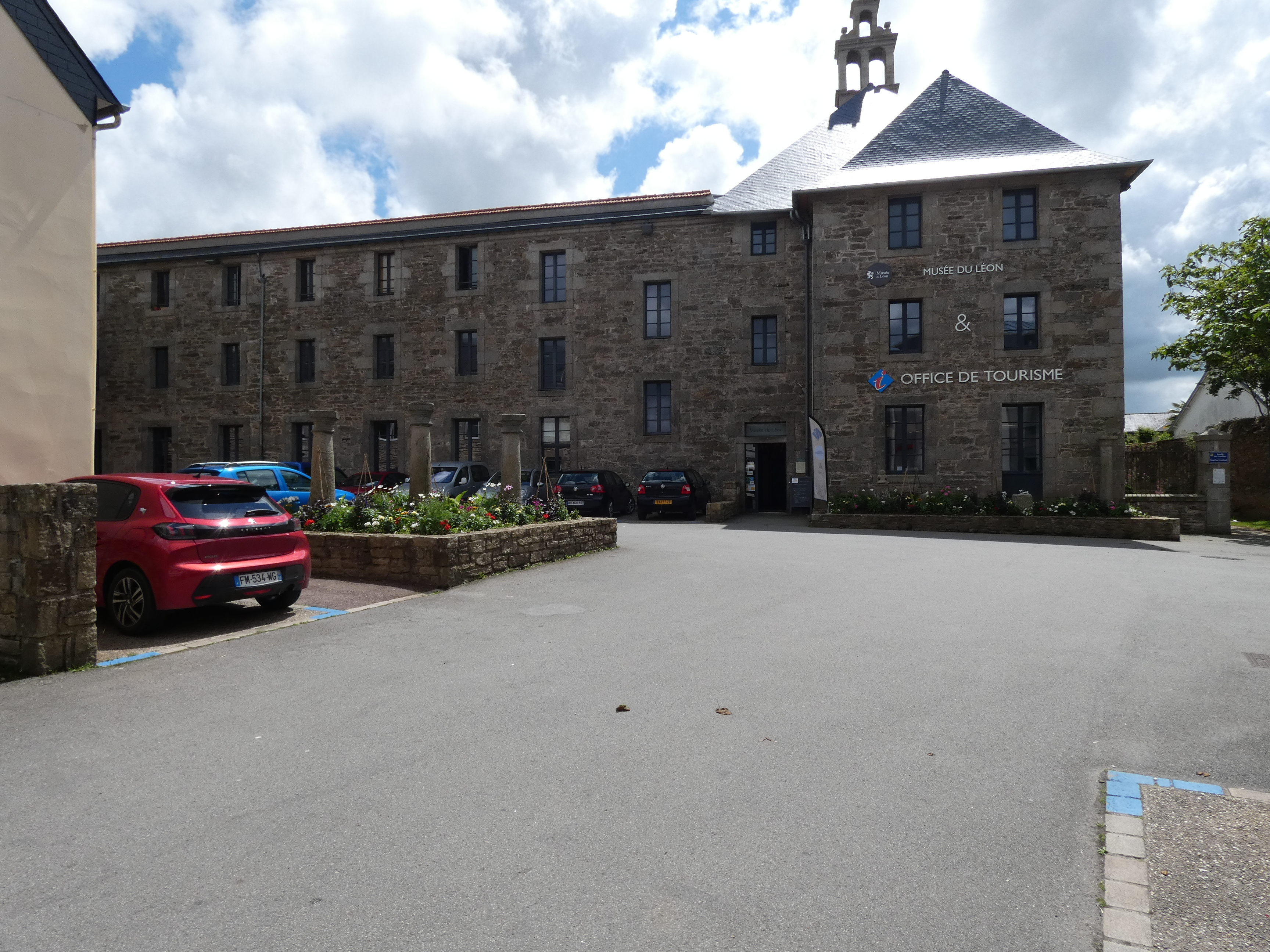
Vue générale du musée depuis la place des Trois Piliers en 2021.

## Patrimoine de lacollection permanente
Le musée expose, notamment, des pierres paléolithiques, des bijoux, des fragments de peintures murales, des dessins, des gravures, etc.,.

Présentation des objets de la collection permanente.
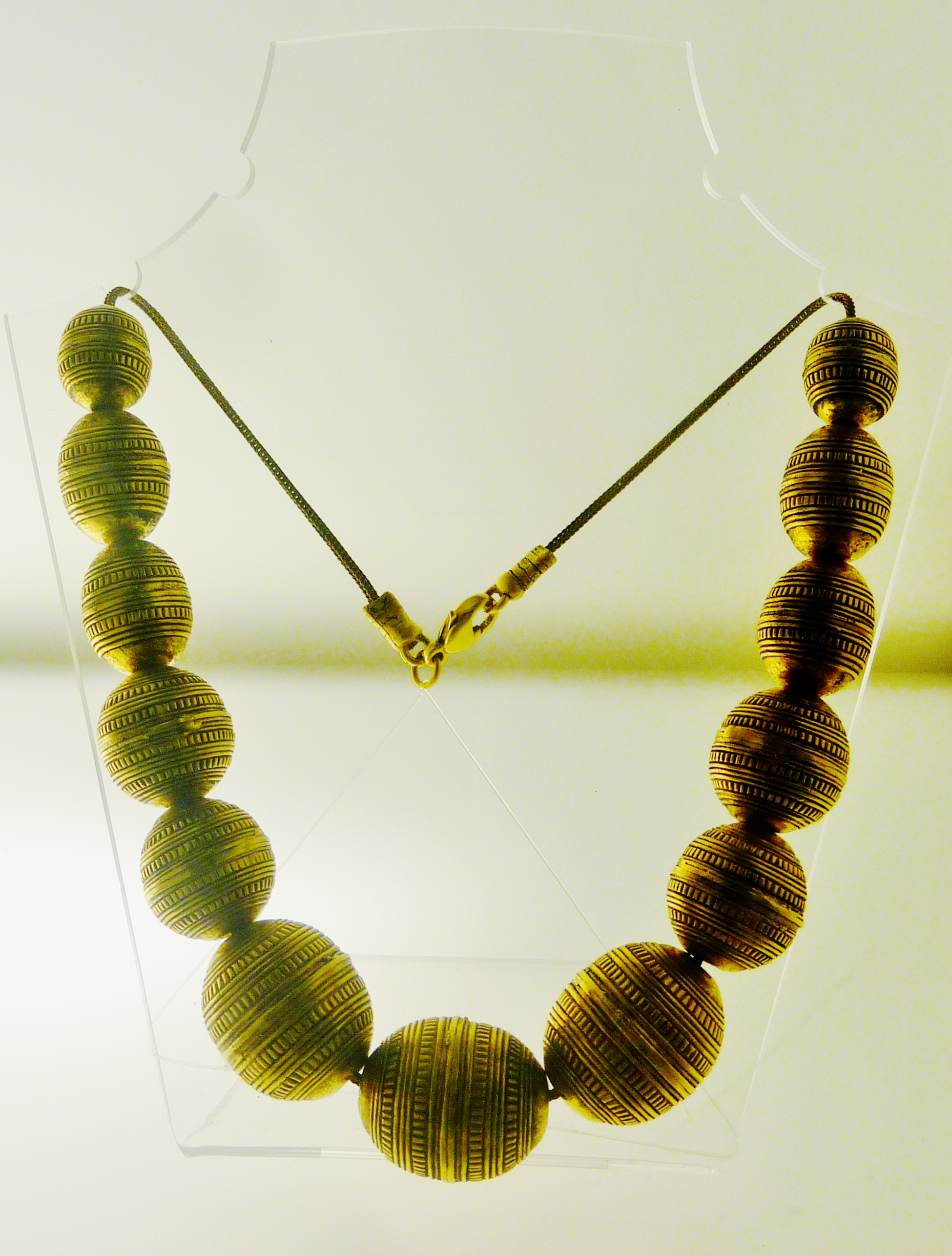
Copie du collier de Tréglonou.
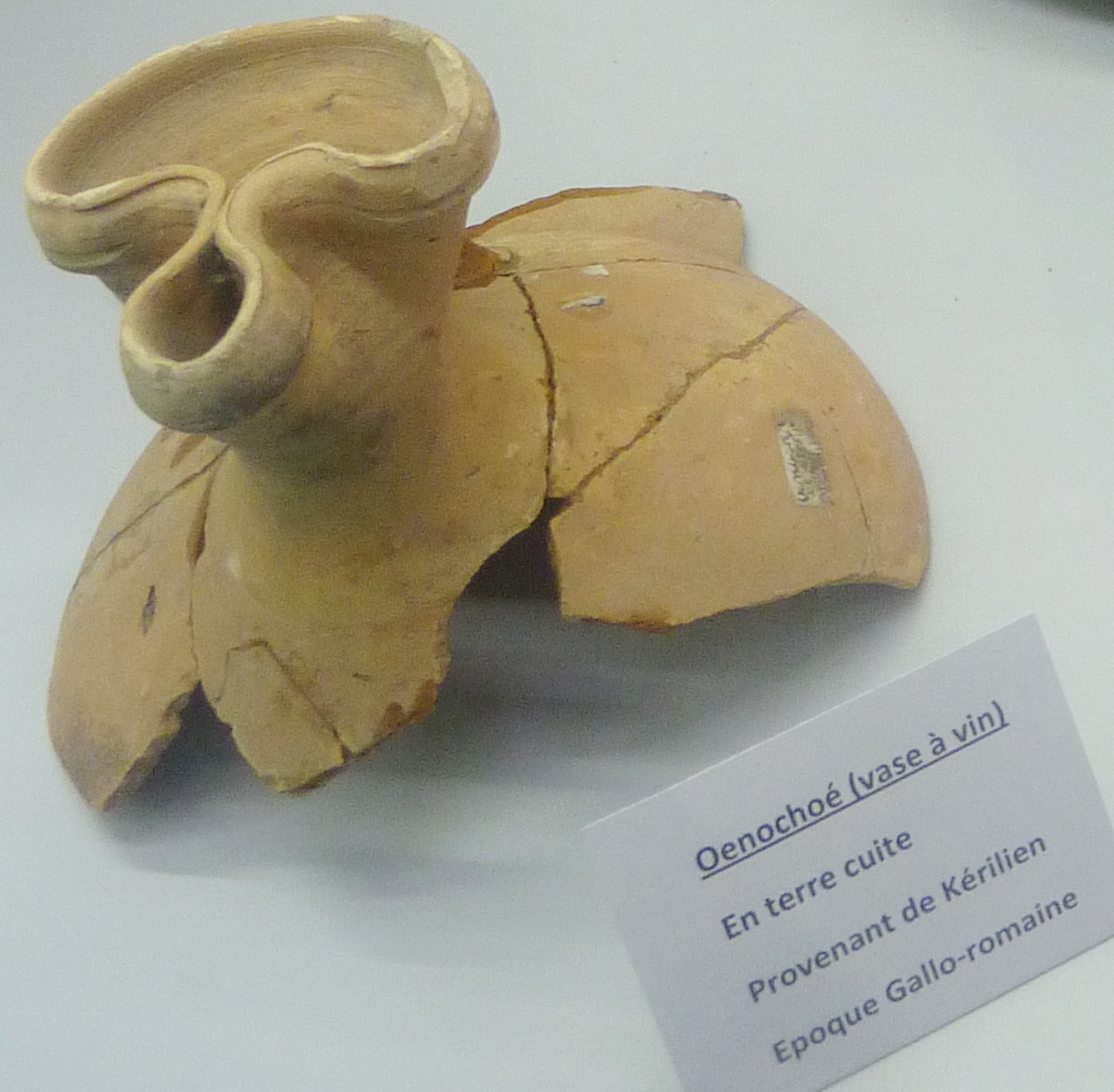
Œnochoé en terre cuite provenant de Kerilien en Plounéventer (époque gallo-romaine).
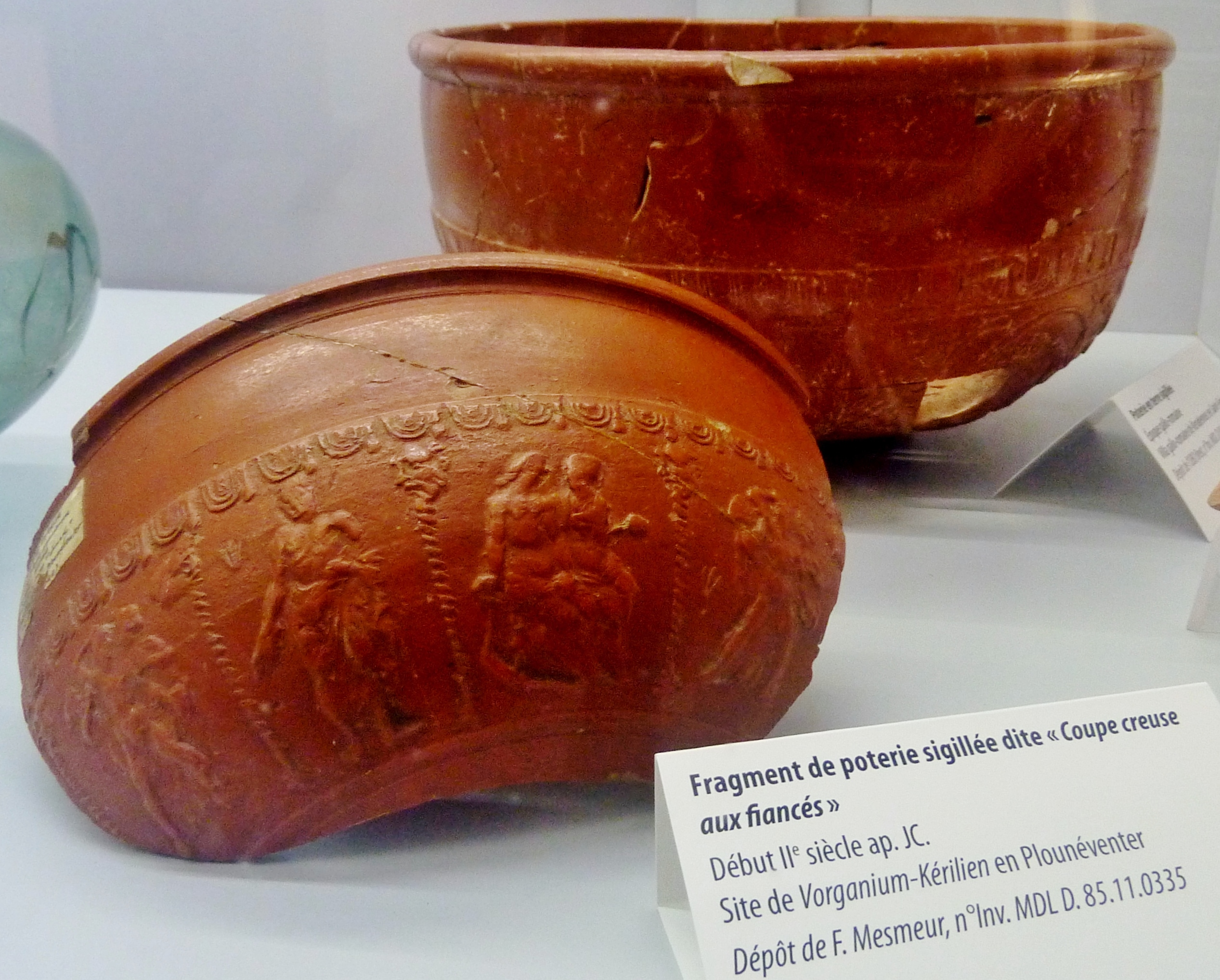
Fragment de poterie sigillée dite Coupe creuse aux fiancés (début du IIe siècle) trouvée sur le site de Vorganium (Kerilien) en Plounéventer.
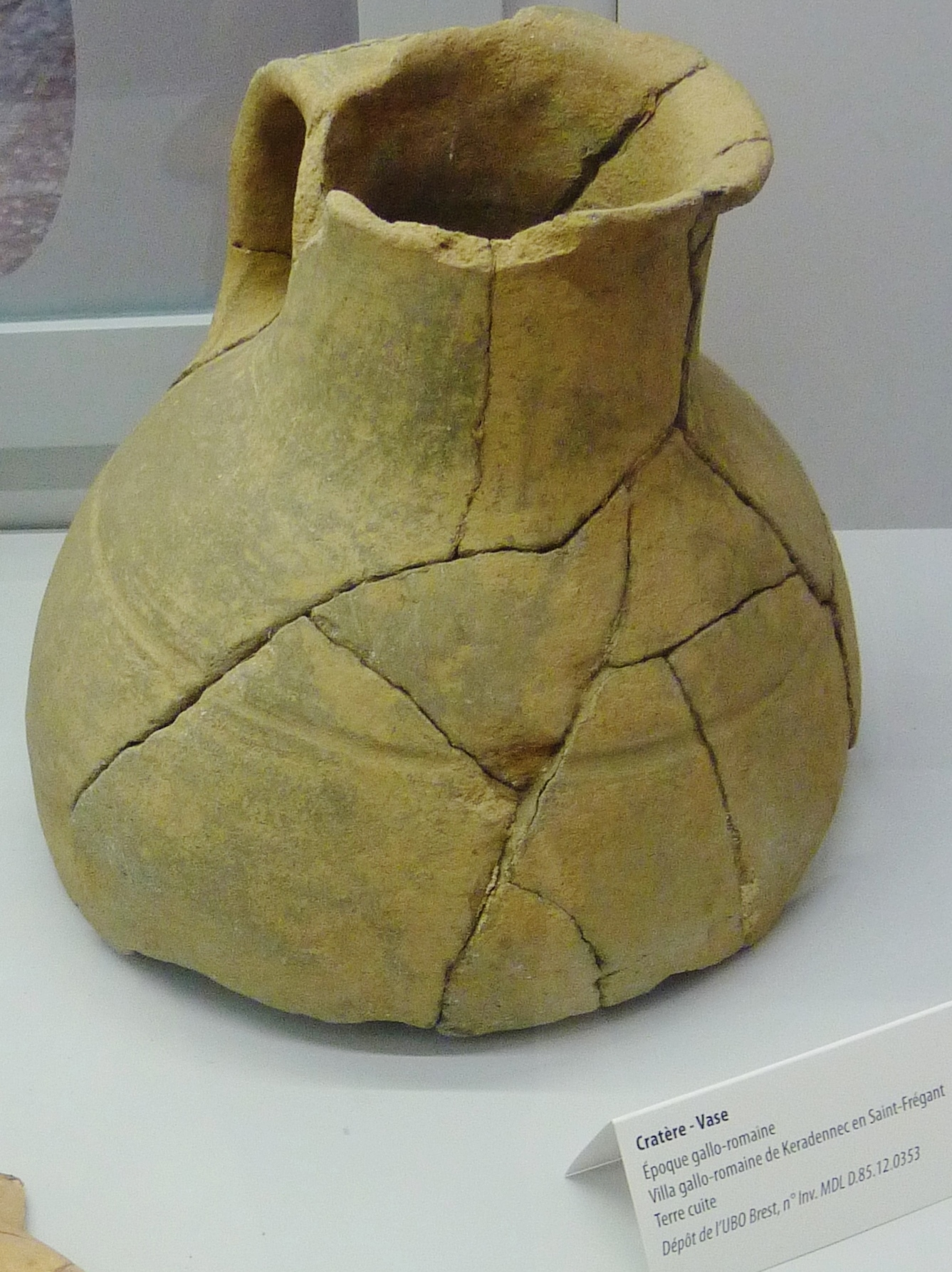
Cratère en terre cuite provenant de la villa gallo-romaine de Keradennec en Saint-Frégant.
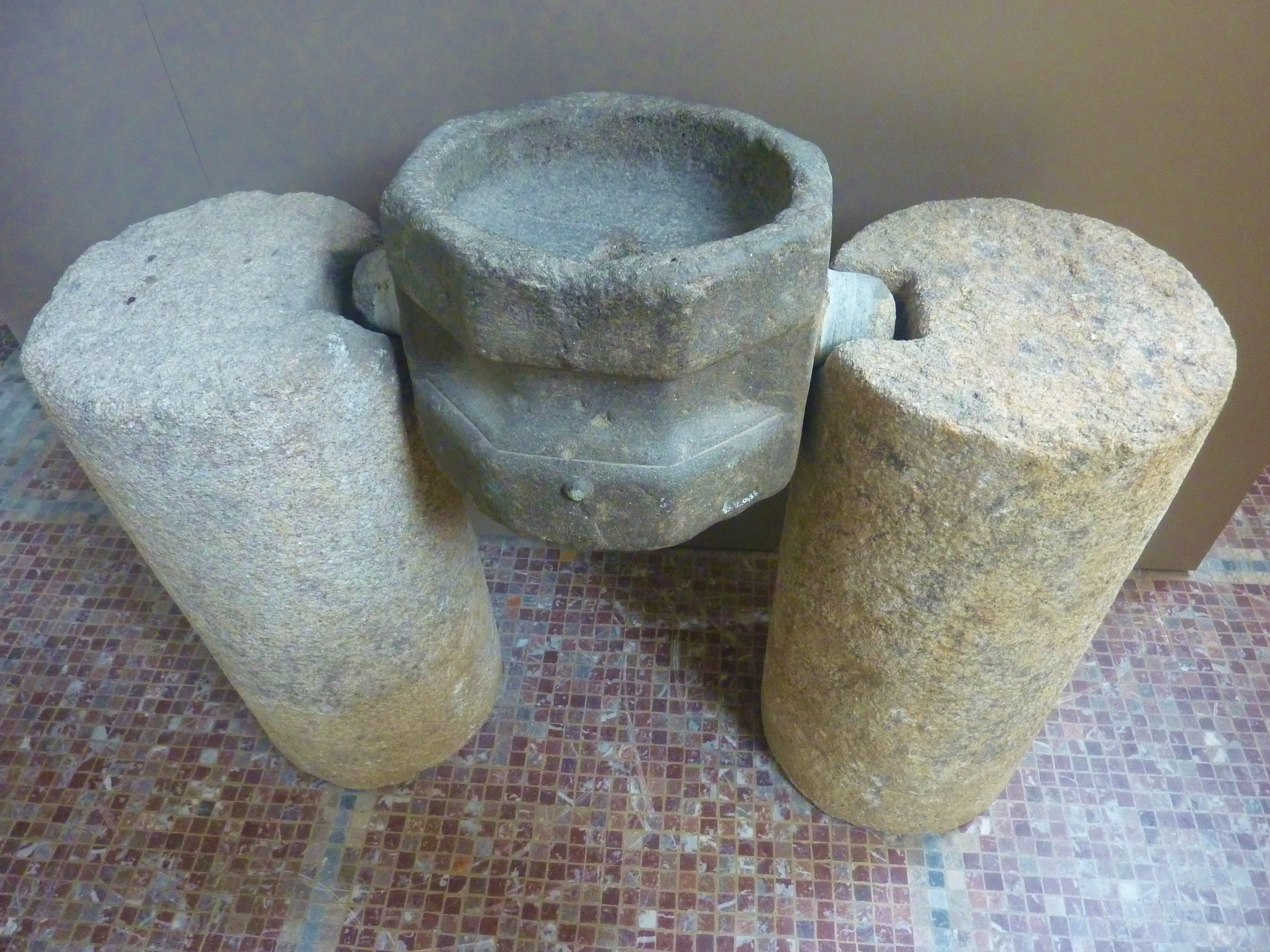
Mesure pivotante en pierre de kersanton servant au paiement de la dîme (XVe siècle).
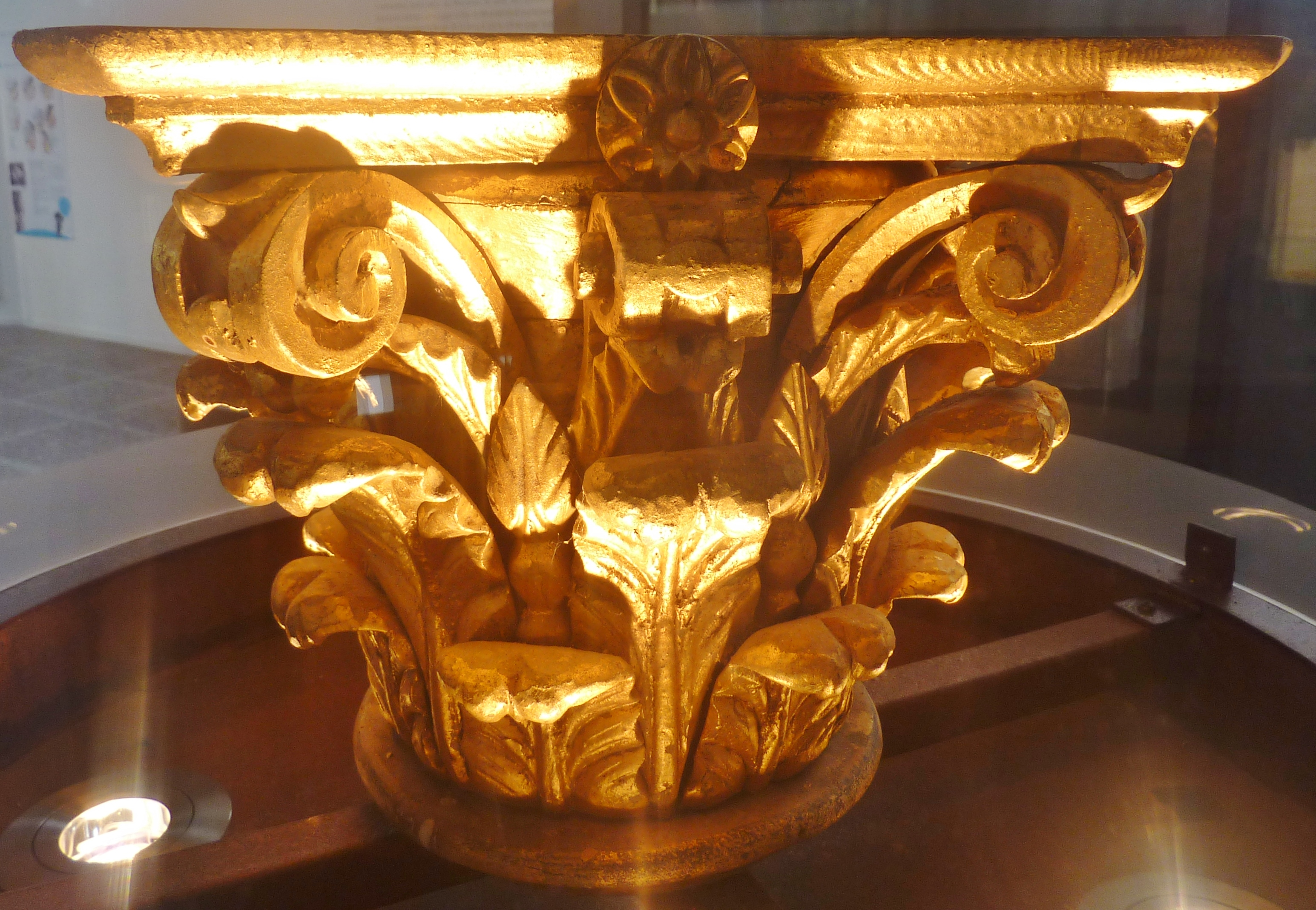
Chapiteau de style néoclassique en bois sculpté peint provenant d'un élément d'un retable de l'église Saint-Michel de Lesneven (XVIIIe siècle).
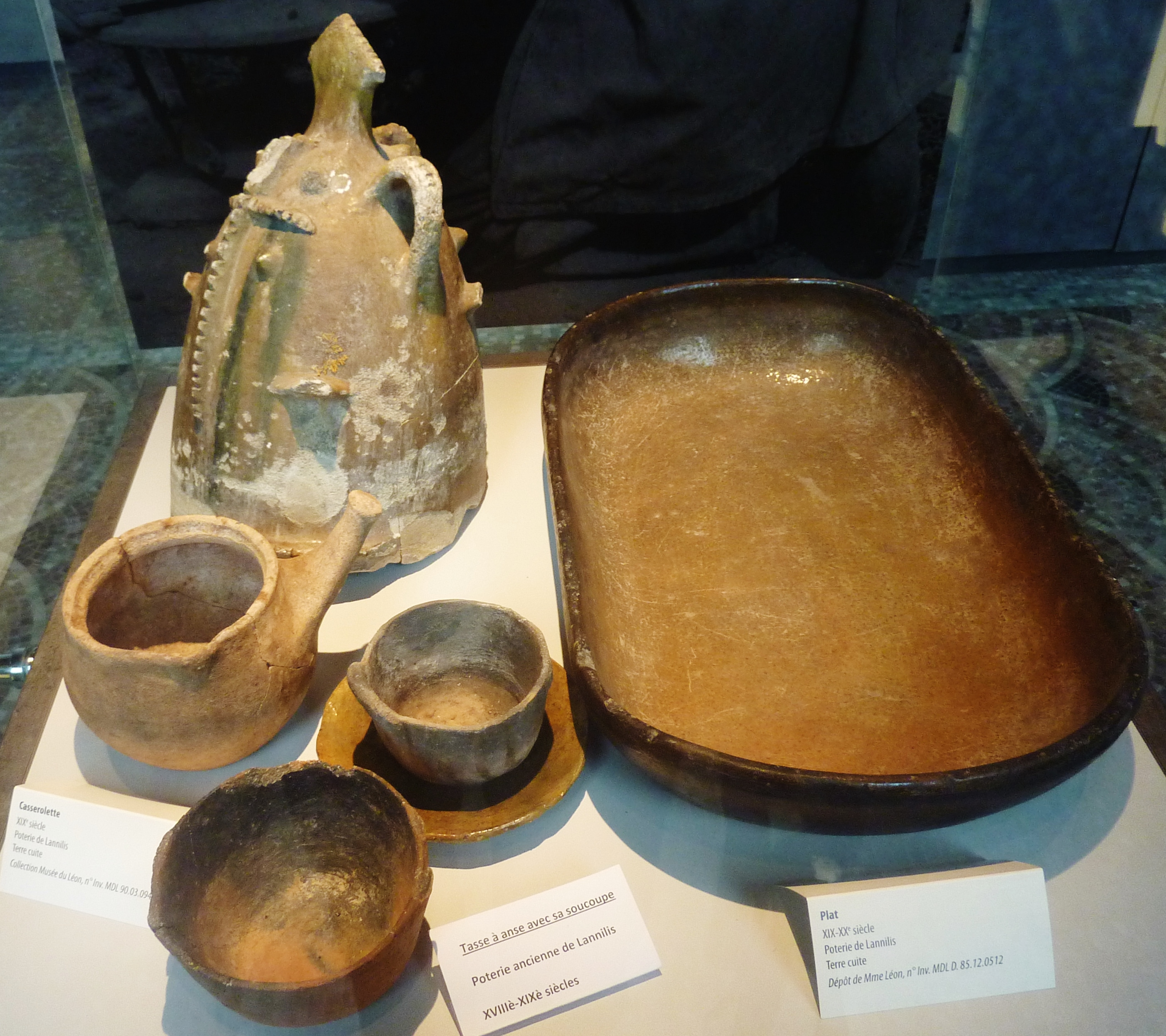
Poteries provenant du secteur de Lanveur en Lannilis (XIXe et XXe siècles).
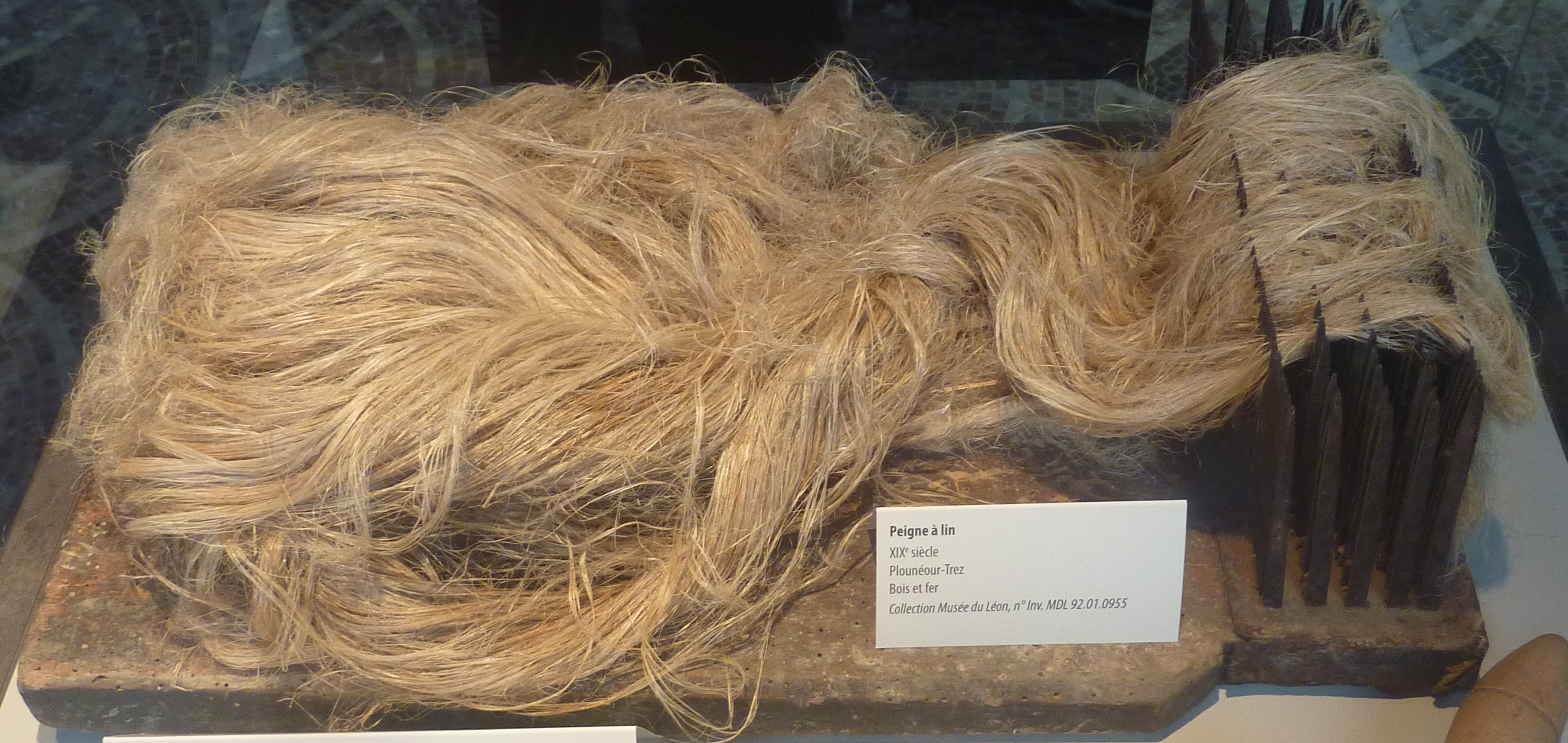
Peigne à lin, en bois et fer, provenant de Plounéour-Trez (XIXe siècle).
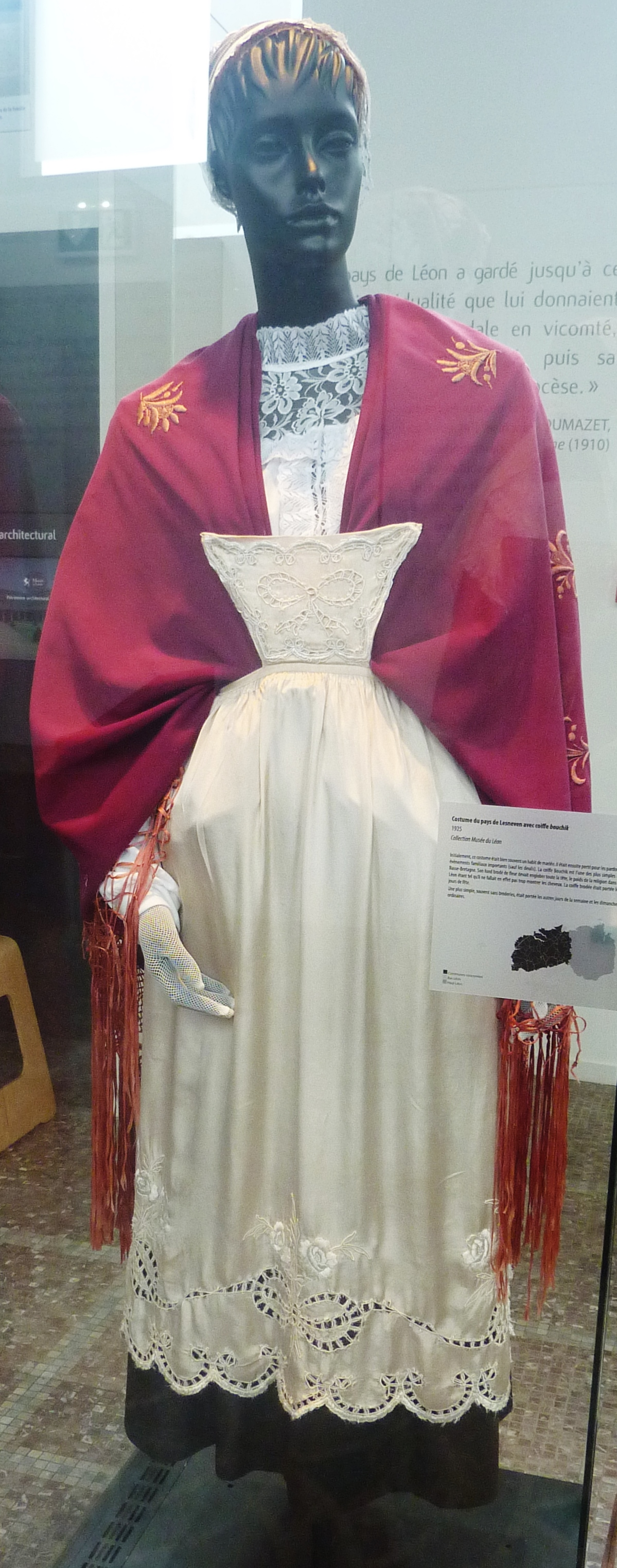
Costume du pays de Lesneven avec coiffe bouchik (vers 1925).

## Expositions temporaires
- 2016[18] :
  - François Dilasser (1926-2012), peintre lesnevien ;
  - Baluches, d'Olivier Polard, sur les bals populaires dans le Finistère.
- 2017 : Adolphe Le Flô (1804-1887), général né à Lesneven[18].

## Publications
- [1992] Le Léon et la mer : 5e rencontres historiques du Léon (Acte de congrès), Lesneven, Musée du Léon, 17 octobre 1992, 76 p., 30 cm (OCLC 493977192, SUDOC 125474776, présentation en ligne).
- [1994] Les Guerres de la Ligue : 7e rencontres historiques du Léon (Acte de congrès), Lesneven, Musée du Léon, 15 octobre 1994, 67 p., 30 cm (OCLC 493996626, SUDOC 125484925, présentation en ligne).
- [1996] Lesneven, 1500 ans d'histoire : 8e rencontres historiques du Léon du 14 octobre 1995 (Acte de congrès), Lesneven, Musée du Léon, 1996, 67 p., 30 cm (OCLC 494072877, SUDOC 125546513, présentation en ligne).
- [2002] Des maisons dans le Léon : 14e rencontres historiques du Léon du 13 octobre 2001 (Acte de congrès), Lesneven, Musée du Léon, 2002, 54 p., 30 cm (OCLC 494085288, SUDOC 125557000, présentation en ligne).
- [2003] Jeux et sports en Léon : 15e rencontres historiques du Léon du 12 juin 2002 (Acte de congrès), Lesneven, Musée du Léon, 2003, 60 p., 30 cm (OCLC 494176422, SUDOC 125655959, présentation en ligne).
- [2007] Les Moulins : 19e rencontres historiques du Léon du 7 octobre 2006 (Acte de congrès), Lesneven, Musée du Léon, 2007, 62 p., 30 cm (OCLC 494176725, SUDOC 125656343, présentation en ligne).
- [2007] Vauban et la défense côtière : 20e rencontres historiques du Léon (Acte de congrès), Lesneven, Musée du Léon, 6 octobre 2007, 77 p., 30 cm (OCLC 494177508, SUDOC 125656750, présentation en ligne).
- [2010] Jean-Yves Le Goff (1948-) (dir.), les Amis du musée du Léon, Le Léon de A à Z, Saint-Cyr-sur-Loire (Indre-et-Loire), A. Sutton, coll. « De A à Z  (ISSN 1773-6951) », 2010, 144 p., 24 cm (ISBN 978-2-8138-0141-8, OCLC 641955324, BNF 42186922, présentation en ligne).